# Combat de Gamboru Ngala
Pour les articles homonymes, voir Bataille de Gamboru Ngala.
Insurrection djihadiste au Nigeria
Le combat de Gamboru Ngala du 11 février 2015 se déroule pendant l'insurrection de Boko Haram.

## Déroulement
Le 11 février 2015, huit jours après la prise de la ville de Gamboru Ngala par l'armée tchadienne, les forces de Boko Haram lancent une attaque contre une position militaire tchadienne,. 
Les djihadistes engagent quatorze pick-up et deux blindés et attaquent vers quatre heures du matin. Les Tchadiens se replient mais contre-attaquent rapidement. Les djihadistes prennent la fuite, poursuivis par un hélicoptère,.
Selon le bilan officiel donné par l’état-major de l'armée tchadienne, le combat a fait un mort et onze blessés du côté des militaires tandis que les djihadistes laissent 13 morts, deux véhicules détruits et deux véhicules récupérés par les Tchadiens dont un AML. Selon RFI, trois pick-up djihadistes ont été détruits lors du combat, un autre capturé et un cinquième qui contenait des bonbonnes de gaz a explosé lors du repli.